# Riedelia arfakensis
Riedelia arfakensis là một loài thực vật có hoa trong họ Gừng. Loài này được Theodoric Valeton miêu tả khoa học đầu tiên năm 1913.

## Phân bố
Loài này được tìm thấy trên đất nghèo mùn ở cao độ 1.200 m trên dãy núi Arfak ở tây bắc đảo New Guinea, thuộc địa phận tỉnh Tây Papua, Indonesia. Mẫu vật điển hình: K. Gjellerup 1021 do K. G. Gjellerup thu thập ngày 22 tháng 4 năm 1912.